# مجموعه بناهای حاج غفار
مجموعه بناهای حاج غفار مربوط به دوره قاجار است و در مراغه، خیابان چمران، کوچه حاج غفار واقع شده و این اثر در تاریخ ۱۸ اسفند ۱۳۸۷ با شمارهٔ ثبت ۲۵۲۰۹ به‌عنوان یکی از آثار ملی ایران به ثبت رسیده است.